# Caetano N'Tchama
Caetano N'Tchama (nacido en 1955) es un político de Guinea-Bisáu y ex Primer Ministro. Ocupó ese cargo del 19 de febrero de 2000 al 19 de marzo de 2001 y es miembro del Partido de la Renovación Social (PRS).

## Carrera
N'Tchama se desempeñó como Ministro del Interior bajo el gobierno del Primer Ministro Francisco Fadul de 1999 a 2000. Fue elegido por el PRS como Primer Ministro en una votación del partido el 24 de enero de 2000, con 46 votos a favor y seis en contra.  Durante su gestión, fue acusado de corrupción por parte de su predecesor Fadul.
En marzo de 2001, el PRS sostuvo discusiones sobre el reemplazo de N'Tchama como Primer Ministro. Ialá despidió a N'Tchama el 19 de marzo, diciendo que esta medida era necesaria. N'Tchama se convirtió en jefe de la Junta de Auditoría Interna antes de ser nombrado fiscal general el 6 de septiembre de 2001.